# 強烈熱帶風暴圓規 (2021年)
強烈熱帶風暴圓規（英語：Severe Tropical Storm Kompasu，國際編號：2118，聯合颱風警報中心：WP242021，菲律賓大氣地球物理和天文服務管理局：Maring）是2021年太平洋颱風季第18個被命名的風暴。「圓規」（日语：コンパス）一名由日本提供，指圓規座。
因應「圓規」在菲律賓造成災難性破壞，被菲律賓在第55屆颱風委員會年會申請退役，在2023年3月舉行的第55次颱風委員會會議上獲該會接納把圓規從命名表中除名。在第56次世界氣象組織颱風委員會會議中通過新名由「時鐘」取代。

## 發展過程
10月3日，一個熱帶擾動在菲律賓東方海域生成，美國海軍研究實驗室給予擾動編號93W。
10月7日上午8時，日本氣象廳將其升格為熱帶低氣壓，晚上8時，日本氣象廳對其發布烈風警報。同時，台灣中央氣象局將其升格為熱帶性低氣壓，給予編號TD21。
10月8日下午2時，日本氣象廳將其升格為熱帶風暴，給予國際編號2118，並命名「圓規」，且表示熱帶性低氣壓94W已併入圓規的環流中。同時，台灣中央氣象局將其升格為輕度颱風；聯合颱風警報中心將其評級提升為「中」；香港天文台將其升格為熱帶低氣壓。晚間11時30分，聯合颱風警報中心將其評級提升為「高」，並對其發布熱帶氣旋形成警報。
10月9日上午2時，香港天文台將其升格為熱帶風暴。下午2時，聯合颱風警報中心將其升格為熱帶風暴，給予熱帶氣旋編號24W。
10月11日上午8時，日本氣象廳和香港天文台同時將其升格為強烈熱帶風暴，並在晚上8時10分左右在菲律賓卡加延省富加島以強熱帶風暴強度登陸。
10月13日上午5時，香港天文台和中央氣象台將其升格為颱風。上午7時，澳門氣象局跟隨升格。
10月13日下午3時40分，中央氣象台認定圓規於海南省瓊海市博鰲鎮登陸，登陸時中心附近最大風力12級（33米/秒），中心最低氣壓為970百帕。下午5時，香港天文台將其降格為強烈熱帶風暴。晚上11時，香港天文台將其降格為熱帶風暴。
10月14日凌晨2時，日本氣象廳將其降格為熱帶風暴。下午2時，香港天文台將其降格為熱帶性低氣壓。下午3時，聯合颱風警報中心將其降格為熱帶性低氣壓。晚間8時，日本氣象廳將其降格為熱帶性低氣壓。同時，台灣中央氣象局將其降格為熱帶低氣壓。晚上11時，香港天文台將其降格為低壓區。

## 影響

### 臺灣
當地發布之颱風警報：海上颱風警報
隨著颱風接近，交通部中央氣象局在10月10日下午8時30分發出海上颱風警報，警戒區域包含巴士海峽。10月11日臺東縣蘭嶼鄉停班停課、而綠島鄉下午停班停課。由於暴風圈脫離巴士海峽，氣象局於10月12日上午八時三十分解除海上颱風警報。因圓規外圍環流持續影響東台灣，氣象局接著於上午九時正啟動大規模或劇烈豪雨作業，並持續發佈豪雨特報。

### 菲律賓
當地發出之最高風暴信號：二號風暴信號
隨著颱風接近，菲律賓大氣地球物理和天文服務管理局在10月10日下午5時發出二號風暴信號，警戒區域包含呂宋島。

### 香港
- 當地發出之最高熱帶氣旋警告信號： 八號東北烈風或暴風信號
- 最接近當地時間：2021年10月13日凌晨4時
- 最接近當地位置：香港以南約360公里

香港天文台在10月11日上午發出特別天氣提示，預計熱帶氣旋圓規在11日橫過呂宋海峽後，於同日晚間進入香港800公里範圍內，屆時天文台會發出熱帶氣旋警告信號。天文台指，在圓規與東北季候風的共同影響下，華南沿岸風勢在未來一兩日會逐漸增強。隨著圓規橫過南海北部及靠近香港，香港天氣會在翌日稍後轉壞，風力會進一步增強。天文台預料圓規會在星期三初時最接近香港，在香港以南約400公里掠過，香港部分地區風力可能會達烈風程度，廣泛地區亦可能有暴雨及狂風，而與圓規相關的驟雨會在本週後期繼續影響廣東沿岸。天文台在下午4時發出強烈季候風信號，並發出特別天氣提示，指受東北季候風及熱帶氣旋圓規的共同影響，香港普遍吹清勁偏北風，離岸吹強風，並預料圓規會在10月11日晚間進入香港800公里範圍內，隨後天文台會發出熱帶氣旋警告信號，取代強烈季候風信號。天文台亦舉行簡報會，表示當圓規進入香港800公里範圍，將會發出三號信號以取代強烈季候風信號，之後將視乎風力，考慮發出八號烈風或暴風信號。
天文台在12日凌晨12時40分發出三號強風信號，當時圓規集結在香港之東南偏東約770公里。這是自1957年以來天文台首次需於同一年內兩度直接以三號信號取代強烈季候風信號。天文台隨即表示，圓規與東北季候風會共同影響香港，三號信號會在當日早上維持；而圓規的外圍雨帶會於同日稍後開始影響廣東沿岸，香港天氣會顯著轉壞。天文台於早上6時45分表示三號信號將於早上至下午初時維持，隨著圓規靠近及增強，香港風力亦會進一步增強，會於下午較後時間考慮改發八號熱帶氣旋警告信號。隨後天文台於早上11時45分表示預料晚上風力將會進一步增強，會於下午4時至6時考慮改發八號信號。天文台於下午3時20分發出「熱帶氣旋之特別報告」，宣佈預計於下午5時20分或之前改發八號烈風或暴風信號，並在下午5時20分發出八號東北烈風或暴風信號，當時圓規集結在香港之東南約470公里。天文台表示，按照當時預測路徑，圓規將於10月13日凌晨最接近香港，於香港以南約400公里內掠過，八號信號會至少於翌日日出前維持。這是繼2017年超強颱風天鴿及強烈熱帶風暴帕卡以來，天文台再次於5日內兩度發出八號或以上熱帶氣旋警告信號，更是自熱帶風暴獅子山的八號信號於10月10日上午4時40分取消後，至10月12日下午5時20分天文台再次發出八號信號，兩次八號信號只相隔了60小時40分鐘，成為有紀錄以來不同風暴相隔最短時間的八號信號，打破1966年強烈熱帶風暴露娜及強烈熱帶風暴瑪媚之75小時30分鐘紀錄，亦是繼1974年颱風嘉曼及颱風伊蘭後，天文台相隔47年後再度需於10月兩度發出八號信號。
天文台於10月13日凌晨4時45分表示八號信號會於中午前維持，並於早上9時45分表示隨著圓規遠離，香港下午風力會逐漸減弱，八號信號會於下午4時前維持。天文台於下午1時45分表示隨著圓規遠離及即將登陸海南島，香港風力有所減弱，天文台將視乎減弱程度，於下午4至7時考慮改發三號強風信號。受圓規外圍雨帶影響，天文台於下午2時02分發出黄色暴雨警告信號。然而香港整體風力不升反跌，因此天文台於下午3時45分表示會於短期內改發三號信號，取代八號信號。天文台於下午4時40分改發三號強風信號，當時圓規集結在香港之西南約520公里，並預料三號信號會維持一段時間。是次八號信號生效長達23小時20分，是1973年元旦烈風信號改革以來最長的一次（以單一方向計算），打破三日前熱帶風暴獅子山所創下的22小時紀錄。天文台於晚上8時45分表示當風勢減弱時，會改發一號戒備信號。隨着香港風勢進一步減弱，天文台於10月14日凌晨4時40分改發一號戒備信號，並表示當圓規不再對香港構成威脅時，會取消所有熱帶氣旋警告信號。天文台最終於早上6時20分取消所有熱帶氣旋警告信號，當時圓規集結在香港之西南偏西約780公里。風暴導致1人死亡。
風暴期間，天文台8個參考自動氣象站有4個錄得強風，其中1個錄得烈風，三號信號達標，但八號信號不達標；而啟德以些微之差，未能錄得強風。長洲、西貢、機場及流浮山測得之最高10分鐘平均風速分別為每小時76、56、51及48公里。

### 澳門
- 當地發出之最高熱帶氣旋信號： 八號東北風球
- 當地發出之最高風暴潮警告：藍色風暴潮警告
- 最接近當地位置：澳門之西南偏南約340公里

#### 概述
10月11日中午，地球物理暨氣象局發出特別信息指熱帶氣旋「圓規」將於11日晚午夜前後進入澳門警戒範圍，由於同時受到東北季候風影響，氣象局屆時將視情況發出熱帶氣旋警告或直接由強烈季候風訊號(黑球)改為發出相應的熱帶氣旋警告信號。預料「圓規」於12日和13日將繼續增強，並快速橫過南海北部，在週三初時最接近澳門，在澳門以南約400公里範圍內掠過，大致趨向海南島。在「圓規」與東北季風共同影響下，12日和13日澳門天氣轉趨不穩定，風力顯著增強及有雷雨，最大風力有機會達8級。此外，受風暴潮叠加天文潮影響，未來兩日低窪地區有機會出現約0.5米水浸。
10月11日晚上8時，地球物理暨氣象局發出一號風球，當時「圓規」位於澳門之東南偏東約930公里。並指12日凌晨至早上發三號風球可能性為「高」，而12日晚間至13日清晨改發八號風球可能性「較高」。晚上11時，氣象局宣佈清晨考慮改發三號風球，當時「圓規」位於澳門東南偏東約870公里。
10月12日清晨5時，地球物理暨氣象局將在上午6時發出三號風球，當時「圓規」位於澳門之東南偏東約730公里。並指今晚至13日清晨改發八號風球可能性「較高」，而12日日間發出藍色風暴潮警告可能性為高。上午6時，地球物理暨氣象局發出三號風球，當時「圓規」位於澳門之東南偏東約720公里，並預計三號風球於當天上午維持。上午11時，氣象局發出藍色風暴潮警告，並預料三號風球於當天下午維持，當時「圓規」位於澳門之東南約640公里，並指當晚至13日清晨改發八號風球可能性「高」。下午2時，氣象局宣佈三號風球於當天傍晚維持，當時「圓規」位於澳門之東南約550公里。下午4時，氣象局宣布將於晚上8時至11時考慮改發八號風球 。晚上近7時，氣象局宣佈於晚上10時30分改發八號東北風球。晚上10時30分，氣象局正式改發八號東北風球，當時「圓規」位於澳門之東南約450公里，並預料八號風球會在10月13日清晨維持，改發九號風球機會較低。同一時間，民防行動中心因應受「圓規」影響按照第141/2021號行政長官批示，同時因應多宗COVID-19疫情本地個案而對澳門特別行政區發佈的「即時預防狀態」自10月12日晚上10時30分起繼續維持。
10月13日凌晨4時，氣象局表示八號風球會在上午維持，當時「圓規」在澳門東南偏南350公里處。在藍色風暴潮警告生效期間，內港一帶曾出現輕微水浸，根據氣象局的監測資料，凌晨 4時內港南水位監察站的水浸高度約 0.39米，司打口水位監測站的水浸高度為 0.07米。上午10時，氣象局表示八號風球會在下午維持，當時「圓規」在澳門西南偏南350公里處。受圓規外圍雨帶影響，路環、港澳碼頭、東亞運、紀念孫中山公園及大炮台的一小時雨量分別錄得24.6、22.6、22.0、22.0及21.4毫米，其他站點亦錄得超過15毫米。下午3時，氣象局預測澳門風力將會減弱，考慮在當天下午5時至晚上8時改發三號風球，當時「圓規」在澳門西南440公里處。下午4時，氣象局正式宣佈於下午5時30分改發三號風球，並表示圓規在下午4時00分登陸海南島 。下午5時30分，氣象局正式改發三號風球，當時「圓規」在澳門西南約510公里處。民防行動中心因應多宗COVID-19疫情本地個案而對澳門特別行政區發佈的「即時預防狀態」自2021年10月13日下午5時30分起繼續維持。晚上8時，氣象局預料三號風球將維持一段時間。  
10月14日凌晨5時，氣象局取消藍色風暴潮警告；上午7時，氣象局正式取消所有熱帶氣旋警告信號，當時「圓規」位於澳門西南偏西約740公里。

#### 八號風球下的影響
在八號風球發出期間，民防行動中心求助熱線共接獲6宗查詢，內容主要關於交通及颱風消息；此外，民防行動中心共錄得9宗事故報告，涉及處理有墜下風險的物件共5宗，包括窗戶、冷氣機架、電線等；1宗處理塌樹；1宗燈柱有火花及1宗住戶天台有水浸的事件。風暴吹襲期間1名男性因颱風引致輕傷。
另外，10月13日下午2時28分，在八號風球生效期間，一名姓杜、38歲香港男子駕駛私家車由新黑沙馬路駛入黑沙海灘。涉事杜某在澳門持有有效駕駛執照，後被發現在黑沙海灘岸邊被困，在下午3時多消防接報到場發現事件，車主聲稱不熟悉路況駛入黑沙海灘，無法調頭返回路面，相關車輛非常接近海邊，被海浪不斷拍打，其後自行通知拖車公司將私家車拖走，車輛在下午約4時被移走。由於在禁止交通符號內駕駛已被治安警票控。同日民防行防中心在颱風期間工作總結中提到對於1宗有一名男士將車輛駛至黑沙海灘的事件，民防行動中心必須強調，在八號風球下市民及旅客應留在安全地方，有關行為除了危及自身安全，亦為前線人員帶來不必要的風險，執法部門將會依法處理有關的違規。

#### 破澳門多個氣象紀錄
- 是次八號風球發出（懸掛）持續時間為19小時，是繼同年熱帶風暴獅子山後，澳門發出八號風球持續時間第二長。（不包括轉方向，視發出八號風球至取消八號風球為一整體的數目）
- 發出（懸掛）時間最長的八號東北風球：19小時（打破2019年熱帶風暴韋帕發出持續時間11小時半紀錄）
- 颱風圓規打破了兩個八號風球相距最短時間記錄︰ 與熱帶風暴獅子山相距2天20小時30分 [40]
- 澳門主權移交以來首次對「將進入800公里警戒範圍內」的熱帶氣旋發出一號風球。

#### 氣象局解釋發出八號風球原因
澳門氣象局特別推送秋颱「圓規」 重點回顧 ，稱熱帶氣旋「圓規」打破了兩個八號風球相距最短時間記錄（與熱帶風暴獅子山相距2天20小時30分），兩個八號風球在少於十天內出現，自1970年至今52年只出現過5次，屬少見現象。受熱帶氣旋「圓規」及東北季風共同影響，按照原本預測，其共同作用形成之8至10級偏東烈風區將影響澳門，但在八號風球生效前後，由於受到較乾涼東北季風影響較多，形成的雨區強度亦較弱。 隨著「圓規」逐漸靠近，澳門開始轉受熱帶氣旋環流影響為主，對應較強的雨區亦開始發展，並影響本澳。在八號風球生效期間，橋上風力雖持續增強，但風向卻以偏北風為主，預測與烈風區相關的偏東風沒有直接影響澳門。同時，由於偏北風受內陸地形屏障阻隔，持續風力無法穩定保持8級風以上，但卻造成強勁陣風，友誼大橋南峰一分鐘平均風力為每小時85公里，陣風達每小時91.4公里。 
與熱帶風暴獅子山相比，「獅子山」的共伴效應較「圓規」明顯，因為熱帶氣旋本身的東南風匯聚，形成較強的降雨和強風，加上移動的速度慢，所以影響澳門天氣的時間較長。

#### 風暴潮驚險錯峰
澳門氣象局表示，「圓規」引致的風暴增水比預期為高，可幸由於最大增水時間與天文大潮峰值時間出現錯峰，使得風暴增水沒有與天文大潮配合形成顯著的風暴潮水浸。最終，於內港南站在凌晨4時半錄得最高的水浸高度為高於路面約0.43米，屬藍色風暴潮的警戒範圍。 
「獅子山」和「圓規」趨近時均正值天文大潮，但所造成的颱風水浸不同。其中「獅子山」屬於熱帶風暴級別，而「圓規」最強是颱風級別，因此「圓規」造成的風暴潮水浸比「獅子山」明顯，加上移動路徑不同，「獅子山」是在南海以西北方向移向海南島至北部灣一帶，相反「圓規」是在西太平洋通過呂宋海峽後再進入南海向西移動，移動路徑有利將海水推向沿岸，因此導致「圓規」造成的風暴潮水浸較「獅子山」明顯。

### 中國大陸
中央氣象台發布之最高颱風預警信號： 颱風橙色預警信號

#### 浙江省
浙江省氣象台發布之最高颱風預警信號： 颱風黃色預警信號

#### 福建省
福建省氣象台發布之最高颱風預警信號： 颱風橙色預警信號
- 廈門市、泉州市、寧德市氣象台發布之最高颱風預警信號： 颱風橙色預警信號
- 福州市、莆田市、漳州市氣象台發布之最高颱風預警信號： 颱風黃色預警信號

#### 廣東省
廣東省氣象台發布之最高颱風預警信號： 颱風橙色預警信號
- 陽江市、江门市、茂名市、湛江市氣象台發布之最高颱風預警信號： 颱風橙色預警信號
- 廣州市、深圳市、中山市、珠海市、惠州市、汕头市、汕尾市、潮州市、揭阳市氣象台發布之最高颱風預警信號： 颱風黃色預警信號
- 佛山市、肇慶市、東莞市、河源市、雲浮市氣象台發布之最高颱風預警信號： 颱風藍色預警信號
- 韶關市、梅州市氣象台發布之最高颱風預警信號： 颱風白色預警信號

##### 珠海市
珠海市氣象台於10月11日11時55分發布珠海市颱風白色預警信號，在11時圓規位於珠海東南偏東方約1170公里的海面上，隨後在19時00分將珠海市颱風白色預警升級為藍色預警。10月12日11時再將颱風預警信號升級為颱風黃色預警，全市中小幼停課。10月13日18時00分將珠海市颱風黃色預警降級為藍色預警，並在22時取消所有颱風預警信號。

###### 高校不停課爭議
由於珠海氣象台最高只發佈颱風黃色預警信號，高校學生仍需正常上課，因此珠海氣象台於微博上表示︰「打工人和大學生要備好短褲拖鞋大雨傘！」，此句話使不少高校學生不滿，亦有高校學生表示為何不發橙色預警信號，此事件引起較大的波瀾。珠海氣象台表示，在大風大雨冒雨上課很狼狽，特別是一些校園特別大，上課距離特別遠的，有點怨氣發發牢騷表示理解。早先發布的信息語氣不妥，引起學生群體的不適，在此表示歉意。停課規定方面，《珠海市防御氣象災害規定》特地專門列出，珠海市學校停課（包括高校）與氣象預警信號掛鉤，其中颱風橙色預警生效後，高校停課。在執行的過程中，基於氣象預報和觀測數據，珠海本次颱風過程暫未達到橙色預警的標準（平均風＞10級或陣風＞12級），幾大高校附近的觀測到陣風為8至10級。

#### 海南省
海南省氣象台發布之最高颱風預警信號： 颱風紅色預警信號

#### 廣西省
廣西省氣象台發布之最高颱風預警信號： 颱風黃色預警信號

## 熱帶氣旋警告使用紀錄

### 菲律賓
| 菲律賓大氣地球物理和天文服務管理局 風暴信號 | 菲律賓大氣地球物理和天文服務管理局 風暴信號 | 菲律賓大氣地球物理和天文服務管理局 風暴信號 |
| ------------------------------------------- | ------------------------------------------- | ------------------------------------------- |
| 上一熱帶氣旋                                | 一號風暴信號                                | 下一熱帶氣旋                                |
| 熱帶風暴獅子山                              | 一號風暴信號                                | 颱風雷伊                                    |
| 颱風璨樹                                    | 二號風暴信號                                | 颱風雷伊                                    |

### 臺灣
| 交通部中央氣象局 颱風警報 | 交通部中央氣象局 颱風警報 | 交通部中央氣象局 颱風警報 |
| ------------------------- | ------------------------- | ------------------------- |
| 上一熱帶氣旋              | 海上颱風警報              | 下一熱帶氣旋              |
| 強烈颱風璨樹              | 海上颱風警報              | 強烈颱風軒嵐諾            |

### 中國大陸
| 国家气象中心 颱風預警信號 | 国家气象中心 颱風預警信號 | 国家气象中心 颱風預警信號 |
| ------------------------- | ------------------------- | ------------------------- |
| 上一熱帶氣旋              | 颱風藍色預警信號          | 下一熱帶氣旋              |
| 熱帶風暴獅子山            | 颱風藍色預警信號          | 超強颱風雷伊              |
| 超強颱風燦都              | 颱風黃色預警信號          | 颱風暹芭                  |
| 超強颱風燦都              | 颱風橙色預警信號          | 颱風暹芭                  |

### 香港
| 香港天文台 熱帶氣旋警告信號 | 香港天文台 熱帶氣旋警告信號 | 香港天文台 熱帶氣旋警告信號 |
| --------------------------- | --------------------------- | --------------------------- |
| 上一熱帶氣旋                | 一號戒備信號                | 下一熱帶氣旋                |
| 熱帶風暴獅子山              | 一號戒備信號                | 超強颱風雷伊                |
| 熱帶風暴獅子山              | 三號強風信號                | 颱風暹芭                    |
| 熱帶風暴浪卡                | 八號東北烈風或暴風信號      | 颱風馬鞍                    |
| 熱帶風暴獅子山              | 八號烈風或暴風信號          | 颱風暹芭                    |

### 澳門
| 地球物理暨氣象局 熱帶氣旋信號 | 地球物理暨氣象局 熱帶氣旋信號 | 地球物理暨氣象局 熱帶氣旋信號 |
| ----------------------------- | ----------------------------- | ----------------------------- |
| 上一熱帶氣旋                  | 一號風球                      | 下一熱帶氣旋                  |
| 熱帶風暴獅子山                | 一號風球                      | 超強颱風雷伊                  |
| 熱帶風暴獅子山                | 三號風球                      | 颱風暹芭                      |
| 熱帶風暴浪卡                  | 八號東北風球                  | 颱風馬鞍                      |
| 熱帶風暴獅子山                | 八號風球                      | 颱風暹芭                      |

| 上一次 原因：熱帶風暴獅子山 （2022年10月9日至10日）／ 2019冠狀病毒病聚集性疫情（9月） （2021年9月25日至10月15日） | 澳門即時預防狀態 2021-10-12 22:30－2021-10-13 17:30 （同時就2019冠狀病毒病聚集性疫情（9月）作出） | 下一次 原因：2019冠狀病毒病聚集性疫情（9月） （2021年9月25日至10月15日） |

## 外部連結
| 太平洋颱風季             |
| 主題頁 - 專題 - 編輯指南 |

- （日語）日本氣象廳首頁
- （英文）聯合颱風警報中心首頁
- （简体中文）中國國家氣象中心首頁 （页面存档备份，存于）
- （繁體中文）臺灣中央氣象局首頁
- （繁體中文）香港天文台：實時天氣稿（10月11日 （页面存档备份，存于）－10月12日 （页面存档备份，存于）－10月13日 （页面存档备份，存于））
- （繁體中文）澳門地球物理暨氣象局首頁
- （英文）菲律賓大氣地球物理和天文服務管理局 惡劣天氣公告
- （泰文）泰國氣象局首頁